# Affaire Borras
Pour les articles homonymes, voir Borras.
L’affaire Borras est une affaire judiciaire de la fin du XIXe siècle, une des plus grandes erreurs judiciaires reconnues durant ce siècle, concernant Joseph Borras (également appelé José Borras), emprisonné à tort pour le meurtre des époux Pradiès en 1887.

## Le détail du procès

### Faits et procédure
M. Pradiès habitait avec sa femme dans une ferme appelée le petit Condom, dans l’Aude, entre Narbonne et Cuxac-d'Aude. 
En l'espèce, dans la nuit du 26 mai 1887, celui-ci est étranglé violemment par un individu, et meurt quelques jours plus tard, comme sa femme, qui est elle frappée de plusieurs coups de couteaux. Les soupçons se portent sur José Borras et Vicente Guillaumet. Durant la soirée du 26 mai 1887, M. Pradiès entend frapper à sa porte. Lorsqu'il ouvre celle-ci, il se trouve face à deux Espagnols : José Borras et Vicente Guillaumet. Ces deux individus, qui connaissaient la victime, lui auraient demandé du travail et de l'argent. Après être entrés dans la maison, l'un des individus aurait étranglé M. Pradiès, et sa femme aurait été tuée avant de pouvoir appeler au secours.   
Par conséquent, Borras est poursuivi du chef d'accusation de double assassinat envers Mme et M. Pradiès et est également accusé de vol. Borras et Guillaumet sont arrêtés ainsi que M. Villarubia, qui aurait fait le guet pendant que les deux autres agissaient. Villarubia est condamné à 10 ans de travaux forcés et Borras à mort. 
À la suite de son arrestation, il ne cesse de clamer son innocence. Il est soutenu par ses deux soi-disant complices ainsi que par sa femme, qui durant les années d’emprisonnement de son mari mettra tout en œuvre pour essayer de prouver son innocence.

### Dénouement de l’affaire
Guillaumet prend donc l’initiative, depuis sa cellule, d’écrire une lettre au procureur de la République afin de disculper Borras, ce dernier n'étant pas le véritable coupable  des accusations portées contre lui. Dans sa lettre, il mentionne le nom du véritable coupable, un certain Antonio Rossel, surnommé Castillou. Rossel s’est réfugié en Espagne et c’est sur ce territoire qu’il a été arrêté et condamné à des travaux publics. 
Après 3 ans d'emprisonnement, le 2 juin 1890 Borras est gracié. À sa sortie, de prison il s'entretient avec le procureur de la République, mais, ne parlant pas correctement le français, n'en retient pas grand chose. Après sa grâce, il retourne vivre là où il habitait au moment de son arrestation, avec sa femme, dans la ville de Moux. On peut s’imaginer les graves conséquences morales qu'ont eu ses trois années d'emprisonnement sur cet individu condamné à tort.

## Retentissement du procès
Le délai des 3 ans d’emprisonnement qu’il a fallu pour acquitter José Borras s’explique en partie par l’opinion publique et l’influence irrationnelle de la presse. Pour Gérald Noiriel, la presse a pour but de réduire les sujets d’actualités majeures à un récit apte à susciter l’émotion[réf. souhaitée]. 
Dans ce récit, la presse ne laisse pas place au libre arbitre et raisonne selon le schéma qui oppose les victimes (auxquelles les lecteurs s’identifient facilement) aux coupables. 
Ce schéma s’explique par le fait que la présomption d’innocence n’était pas encore très répandue à cette époque.
De ce fait l’opinion publique, ainsi que les écrits de la presse avaient des conséquences lourdes sur les dénouements des litiges. 
Dans l’affaire Borras, la presse populaire radicale diffusée dans le Languedoc représentait l’étranger comme un ennemi, faisant naître un sentiment de xénophobie de la part des citoyens et un sentiment irrationnel d’insécurité, entrainant une légitimité de l’intervention quotidienne de l’Etat pour assurer une certaine sécurité. 
De plus, ce sentiment de xénophobie est renforcé par le fait que la presse populaire rallie la presse conservatrice, incarnée par le quotidien populaire montpelliérain L’Éclair, aussi hostile au projet de protection du travail national qu’il est favorable à des mesures de défense sociale sur le thème l’affaire Borras. 
La dépolitisation du “problème des étrangers” par le biais d’un récit de fait divers, au service d’un discours sécuritaire qui s’impose au-delà des clivages politiques, apparaît ainsi comme le levier essentiel d’une large mobilisation des acteurs de l’espace public dans les camps républicain et conservateur. Ce discours sécuritaire sera, par exemple, l’argument essentiel de la loi du 8 août 1893 relative au contrôle du séjour des étrangers et à la protection du travail national. 
Ainsi, l’affaire Borras semble significative de la construction d’un espace public républicain où surgit la première “fièvre” nationaliste désignée sous le nom de « boulangisme ». 
L'acquittement de José Borras a ainsi vivement ému l'opinion publique au récit de l’épouvantable erreur judiciaire dont José Borras a été la victime. Pour Mme Iris Christol : « On aurait aimé de la sérénité dans cette affaire et pas un emballement du parquet, on aurait évité quatre ans de procédure pour rien, quatre ans de rumeurs et de désagréments ».

## La portée juridique de l’affaire
L’engouement de l’opinion publique pour cette affaire lui a donné un impact national. En effet, l’affaire Borras a eu un impact très important sur le droit français actuel. L’erreur judiciaire a provoqué la remise en cause de la législation concernant la procédure de révision des décisions pénales. Ainsi, en condamnant à mort un homme pour un crime qu’il n’avait pas commis, le fonctionnement de la justice française a fait surgir des failles qui portaient indéniablement atteinte à la sécurité juridique des individus. 
Le législateur a donc jugé impératif de changer la loi afin de garantir les droits et libertés des individus. Une telle erreur ne pouvait et ne devait plus se reproduire autant dans les intérêts des individus que dans ceux du pouvoir judiciaire français. 
Après que Borras a été gracié, le législateur a ajouté à l’ancien article 443 du code de procédure pénale une quatrième possibilité de révision des décisions pénales. Celle-ci ouvre largement la possibilité de révision, qui était auparavant très stricte en admettant la révision des décisions de justice pénale « lorsque après une condamnation, un fait viendra à se produire ou à se révéler, ou lorsque des pièces inconnues lors des débats seront présentées, de nature à établir l’innocence du condamné ». 
Cette disposition a été reprise par le code de procédure pénale actuel en son article 622 : « la révision d'une décision pénale définitive peut être demandée au bénéfice de toute personne reconnue coupable d'un crime ou d'un délit lorsque, après une condamnation, vient à se produire un fait nouveau ou à se révéler un élément inconnu de la juridiction au jour du procès de nature à établir l'innocence du condamné ou à faire naître un doute sur sa culpabilité. ». La similitude entre les deux articles est plus que flagrante. Cette erreur judiciaire aura donc permis une grande avancée dans le droit français moderne. 